# Julie Zanders

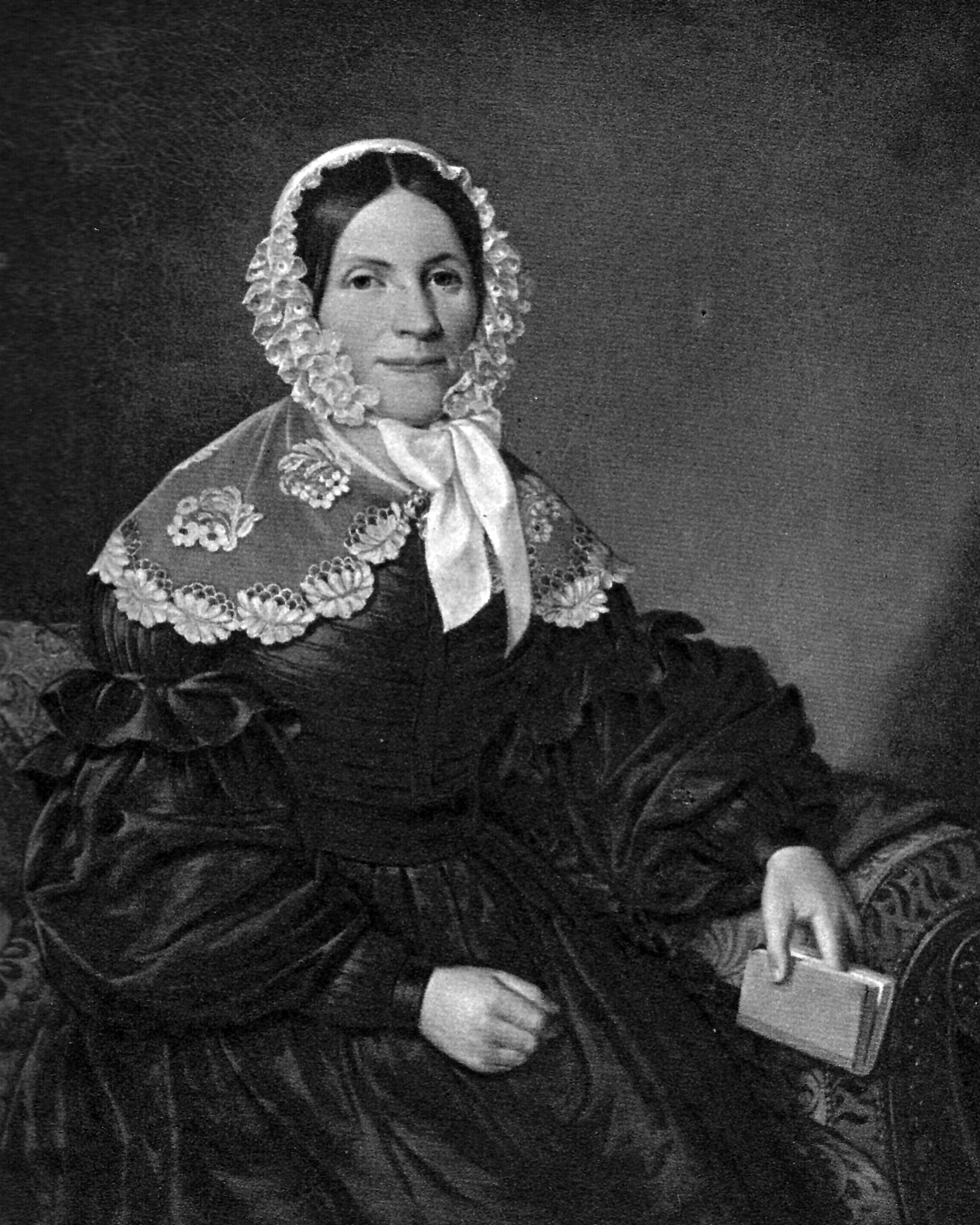
Porträt von Julie Zanders

Julie Zanders, född 1804, död 1869, var en tysk affärsidkare.  Hon drev efter sin makes död pappersfabriken Schnabelsmühle (Bergisch Gladbach) från 1836.